# Simon Pouplin
Simon Pouplin est un ancien footballeur français né le 28 mai 1985 à Cholet (Maine-et-Loire). Depuis juillet 2023, il est l'entraîneur des gardiennes de l'Olympique lyonnais.

## Biographie

### Formation et découvert de la Ligue 1 au Stade rennais
Formé au Stade rennais, Simon Pouplin signe en 2005 un premier contrat professionnel pour une durée de trois ans. Néanmoins, Pouplin dispute son premier match de Ligue 1 le 27 mars 2004 au stade de la Meinau à l'occasion d'une victoire 0-3 contre le RC Strasbourg en Alsace. Il entre alors en jeu en remplacement de Petr Čech.
Isaksson souvent blessé lors de l'exercice 2005-2006, Pouplin assure un remplacement plus que convaincant tant en Ligue 1 qu'en Coupe UEFA ce qui lui vaut une première sélection en équipe de France Espoirs et un billet pour participer au Championnat d'Europe de football Espoirs 2006. Il y est 3e gardien derrière Steve Mandanda et Jérémy Gavanon.
La saison suivante, l'entraîneur Pierre Dréossi propulse Simon Pouplin en tant que gardien titulaire et engage Christophe Revault afin que Simon puisse apprendre plus rapidement tout en étant en concurrence avec l'ancien gardien toulousain.
La même saison, il signe une prolongation avec son club formateur jusqu'en 2010.
La saison 2007-2008 est moins rose pour le gardien rennais ; accumulant blessures et contre-performances il est l'un des changements principaux au poste de gardien avec l'arrivée de Guy Lacombe qui lui préfère Patrice Luzi.

### Exil allemand à Fribourg
Avec l'arrivée de Nicolas Douchez en tant que titulaire pour la saison 2008-2009, Simon est contraint de se trouver un nouveau club pour continuer sa carrière. Il signe un contrat de 2 ans au SC Fribourg en Bundesliga 2 afin d'aider le club à remonter en Bundesliga. Performance réalisée avec brio, puisque, Simon auteur d'une saison pleine avec le SC Fribourg remporte la Bundesliga 2, 6 ans après leur dernier titre de champion.
Pour sa première année en Bundesliga, le portier choletais est un des grands artisans du maintien du club promu en jouant 30 matchs sur les 34 possibles en championnat.
Lors de sa troisième saison, il se blesse en début d'exercice et ne revient pas. Le club allemand ne prolonge pas son contrat en juin 2011, Pouplin se retrouve donc libre.

### Retour en France
En juillet 2011, il réalise un essai avec le promu Évian Thonon-Gaillard mais n'est pas conservé au prétexte qu'il n'est pas remis de sa blessure. Ne parvenant pas à trouver un club, il se met à disposition de son club de jeunesse, le SO Cholet en septembre 2011. À partir de janvier 2012, il s'entraine avec la réserve du FC Nantes avec l'accord de son ancien entraineur du centre de formation du Stade rennais, Landry Chauvin.
Au mois de mai 2012, il a l'honneur d'épauler le groupe France à Clairefontaine, pour dépanner lors des séances d'entraînement en attente de l'arrivée des trois gardiens sélectionnés.
Le 21 juin 2012, Simon Pouplin signe avec le FC Sochaux pour 3 ans afin d'être le 2e gardien derrière le jeune Pierrick Cros. À la suite des prestations moyennes de Cros, il est titularisé lors de la 5e journée face à l'AS Saint-Etienne, il réalise un match extraordinaire, contribuant à la victoire des Lionceaux devant le nouveau kop stéphanois. Il devient dans la foulée le gardien titulaire du club. Le 24 juin 2014, à la suite de la descente du FCSM en ligue 2, il résilie son contrat à l'amiable avec son club.
Le 7 août 2014, il rejoint l'OGC Nice. Commençant la saison en tant que doublure de Mouez Hassen, il connait sa première titularisation en championnat le 6 décembre 2014 pour la 17e journée de Ligue 1 face au SM Caen (victoire 3-2) à la suite des cinq matchs sans victoire du club niçois et aux performances en demi-teinte de Hassen. Il joue trois matchs consécutifs avant de retrouver sa place sur le banc. À la suite d'une nouvelle série de sept matchs sans victoire, il est relancé par Claude Puel qui le titularise face à l'Olympique lyonnais le 21 mars 2015 (30e journée, victoire 1-2). Ses prestations ne passent pas inaperçues, il reçoit alors le titre honorifique d'Aiglon du mois d'avril, attribué par les supporters. Malheureusement, il se blesse lors de la 34e journée, face à son club formateur.
Après une année qu'il qualifie lui-même de transition et de découverte, il fait part de son envie de continuer sur le long terme avec Nice lors de la prolongation de son contrat jusqu'en 2018. Il commence la saison 2015-2016 en tant que numéro un mais se blesse dès la première journée face à l'AS Monaco. Lors de la saison 2016-2017, il descend dans la hiérarchie du fait de la présence de 4 gardiens professionnels à Nice (Yoan Cardinale en concurrence avec le nouveau venu Walter Benitez pour le poste de numéro 1, Mouez Hassen en 3e gardien, et Simon Pouplin).
Pour la saison 2017-2018, il ne rentre plus dans les plans de l'entraîneur Lucien Favre. Il devient le 4e choix derrière Yoan Cardinale, Walter Benitez et Yannis Clementia.

### Carrière d'entraîneur
En fin de contrat avec l'OGC Nice, Simon met un terme à sa carrière et rejoint l'équipe des éducateurs du centre de formation du Stade rennais. Une boucle bouclée pour celui qui a été formé à Rennes. Il quitte l'académie Rouge et Noir en juin 2022.
En septembre 2022, il rejoint Corentin Martins et l'Équipe de Libye de football pour y devenir entraîneur des gardiens.
En juin 2023, il est annoncé comme le nouvel entraîneur des gardiennes de l'Olympique lyonnais.

## Carrière
| Saison                | Club                   | Championnat           | Championnat | Championnat | Coupe nationale | Coupe nationale | Coupe de la Ligue | Coupe de la Ligue | Compétition(s) continentale(s) | Compétition(s) continentale(s) | Compétition(s) continentale(s) | Total | Total |
| Saison                | Club                   | Division              | M.          | B.          | M.              | B.              | M.                | B.                | Comp.                          | M.                             | B.                             | M.    | B.    |
| 2003-2004             | Stade rennais          | Ligue 1               | 2           | 0           | 0               | 0               | 0                 | 0                 | -                              | -                              | -                              | 2     | 0     |
| 2004-2005             | Stade rennais          | Ligue 1               | 0           | 0           | 0               | 0               | 0                 | 0                 | -                              | -                              | -                              | 0     | 0     |
| 2005-2006             | Stade rennais          | Ligue 1               | 15          | 0           | 3               | 0               | 0                 | 0                 | C3                             | 4                              | 0                              | 22    | 0     |
| 2006-2007             | Stade rennais          | Ligue 1               | 38          | 0           | 0               | 0               | 3                 | 0                 | -                              | -                              | -                              | 41    | 0     |
| 2007-2008             | Stade rennais          | Ligue 1               | 19          | 0           | 2               | 0               | 0                 | 0                 | C3                             | 3                              | 0                              | 24    | 0     |
| Sous-total            | Sous-total             | Sous-total            | 74          | 0           | 5               | 0               | 3                 | 0                 | -                              | 7                              | 0                              | 89    | 0     |
| 2008-2009             | SC Fribourg            | 2.Bundesliga          | 33          | 0           | 2               | 0               | -                 | -                 | -                              | -                              | -                              | 35    | 0     |
| 2009-2010             | SC Fribourg            | Bundesliga            | 30          | 0           | 1               | 0               | -                 | -                 | -                              | -                              | -                              | 31    | 0     |
| 2010-2011             | SC Fribourg            | Bundesliga            | 4           | 0           | 1               | 0               | -                 | -                 | -                              | -                              | -                              | 5     | 0     |
| Sous-total            | Sous-total             | Sous-total            | 67          | 0           | 4               | 0               | -                 | -                 | -                              | -                              | -                              | 71    | 0     |
| 2012-2013             | FC Sochaux-Montbéliard | Ligue 1               | 34          | 0           | 0               | 0               | 1                 | 0                 | -                              | -                              | -                              | 35    | 0     |
| 2013-2014             | FC Sochaux-Montbéliard | Ligue 1               | 17          | 0           | 0               | 0               | 1                 | 0                 | -                              | -                              | -                              | 18    | 0     |
| 2014-2015             | OGC Nice               | Ligue 1               | 8           | 0           | 0               | 0               | 1                 | 0                 | -                              | -                              | -                              | 9     | 0     |
| 2015-2016             | OGC Nice               | Ligue 1               | 1           | 0           | 0               | 0               | 0                 | 0                 | -                              | -                              | -                              | 1     | 0     |
| 2016-2017             | OGC Nice               | Ligue 1               | 0           | 0           | 0               | 0               | 0                 | 0                 | C3                             | 0                              | 0                              | 0     | 0     |
| 2017-2018             | OGC Nice               | Ligue 1               | 0           | 0           | 0               | 0               | 0                 | 0                 | C3                             | 0                              | 0                              | 0     | 0     |
| Total sur la carrière | Total sur la carrière  | Total sur la carrière | 201         | 0           | 9               | 0               | 6                 | 0                 | -                              | 7                              | 0                              | 223   | 0     |

## Palmarès
Après avoir remporté la Coupe Gambardella en 2003 avec le Stade rennais, il est Champion de la Bundesliga 2 avec le SC Fribourg en 2009.

## Distinctions personnelles
- Élu meilleur joueur du mois par les internautes du site officiel du Stade Rennais en novembre 2006.